# Ifrane Atlas Saghir
Ifrane Atlas Saghir (en àrab أيفران الأطلس الصغير, Īfrān al-Aṭlas aṣ-Ṣaḡīr; en amazic ⵉⴼⵔⴰⵏ ⵏ ⴰⵟⵍⴰⵙ ⵎⵥⵥⵉⵏ) és una comuna rural de la província de Guelmim, a la regió de Guelmim-Oued Noun, al Marroc. Segons el cens de 2014 tenia una població total d'11.205 persones La vila és en una vall àrida, i els oasis i muntanyes dels voltants atraure el turisme, generalment excursionistes i pelegrins jueus. Ifrane és coneguda entre la diàspora jueva com a Oufrane.

## Història
Ifrane Atlas Saghir va ser un important centre comercial i de mercat per al comerç de les caravanes que es movia del Sàhara a la costa de la mar, fins que el comerç es va esvair a finals de 1800. La zona és ocupada pels amazics chleuh que mantenen la seva forma tradicional de vida.

## Comunitat jueva
Ifrane Atlas-Saghir era un antic centre de població jueva d'uns 2.000 anys, la més antiga del Marroc, fins que en 1958 van anar en grup a establir-se a Israel. Avui en dia hi ha un important centre de peregrinació jueva, va ser el lloc d'un suïcidi en massa de la dècada de 1700, dut a terme a causa d'una persecució brutal per un bruixot local. Les restes de cementiris jueus són coneguts també avui ... "a les goles de l'Oufrane, hi ha antics cementiris amb làpides que tenen inscripcions en hebreu." Degut a la importància de l'herència jueva d'Ifrane, s'ha restaurat una sinagoga en un Mellah abandonats, per la Fundació per al patrimoni cultural jueu-marroquina. L'antiga cultura jueva del districte ha deixat un altre llegat durador, en què continua l'observança d'alguns aspectes del folklore jueu entre els amazics locals.

## Persones notables
- Mohammed al-Mokhtar Soussi
- Abdellah Baha
- Mustapha Hadji
- Youssouf Hadji